# 桑迪胡克
桑迪胡克（英語：Sandy Hook）最开始指一個位於美國新澤西州大西洋海岸的沙洲。可能指：

## 地名

### 美國
- 桑迪胡克 (新泽西州)，新澤西州的沙洲
  - 桑迪胡克灯塔，建于此的灯塔
- 桑迪胡克 (康涅狄格州)，紐敦鎮中的一個地區
  - 桑迪胡克小学枪击案，在此发生的严重枪击事件
  - 桑迪胡克纪念碑，纪念枪击案的建筑
- 桑迪胡克 (印第安納州)，一個非建制社區
- 桑迪胡克 (肯塔基州)，艾利奧特縣的一座城市
- 桑迪胡克 (馬里蘭州)，華盛頓縣的一個非建制社區
- 桑迪胡克 (密西西比州)，一個非建制社區
- 桑迪胡克 (密蘇里州)，一個非建制社區
- 桑迪胡克 (維吉尼亞州)，古奇蘭縣的一個非建制社區
- 桑迪胡克 (威斯康辛州)，格蘭特縣的一個人口普查指定地區
- 桑迪胡克 (密蘇里州歷史名錄)，密蘇里州列入國家史蹟名錄的地點

### 加拿大
- 桑迪胡克 (安大略省)，安大略省阿克斯布里奇鎮的社區
- 桑迪胡克 (曼尼托巴省)，金利鄉村自治市內的社區
- 桑迪胡克 (不列顛哥倫比亞)，希舍爾特區的一個社區